# Mare Cognitum

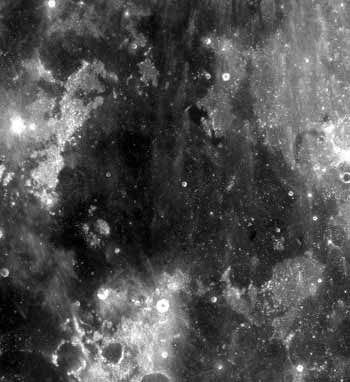
Mare Cognitum.

Poloha Mare Cognitum a ostatních moří.

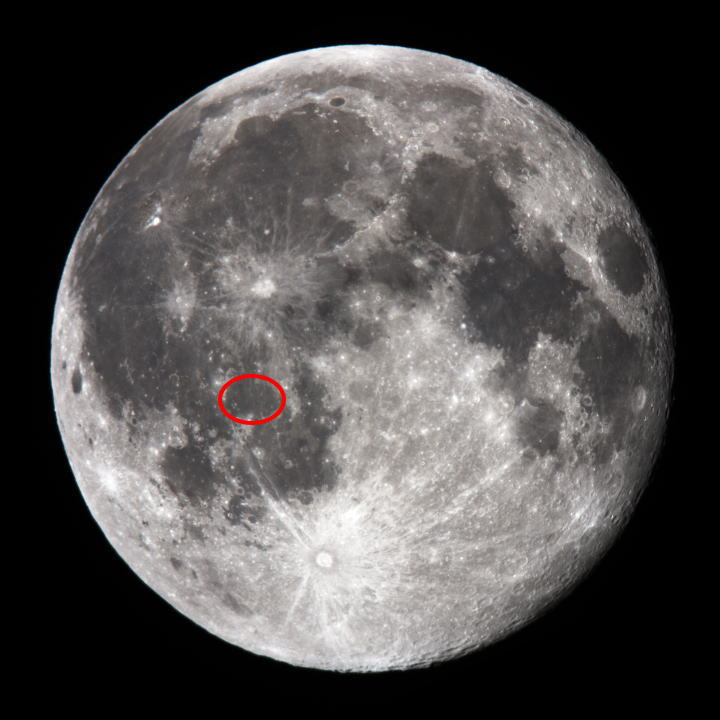
Poloha Mare Cognitum.

Mare Cognitum (česky Moře poznané nebo Moře poznání) je měsíční moře s průměrem cca 350 km  rozkládající se na přivrácené straně Měsíce, severozápadně od Mare Nubium (Moře oblaků) a jižně od Mare Insularum (Moře ostrovů). Na severozápadě od něj se nachází pohoří Montes Riphaeus, na severovýchodě trojice rozrušených kráterů Fra Mauro, Parry a Bonpland.

## Pojmenování
Mare Cognitum bylo pojmenováno v roce 1964 Mezinárodní astronomickou unií poté, co americká sonda Ranger 7 poslala na Zemi první podrobné snímky této oblasti. Zde započala nová epocha výzkumu Měsíce.

## Expedice
Hraniční oblast Mare Cognitum a Mare Insularum mezi krátery Fra Mauro a Lansberg oplývá řadou geologických pozoruhodností, patřila proto k nejnavštěvovanějším místům na Měsíci.
Do Mare Cognitum dopadla 31. července 1964 americká sonda Ranger 7. Další americké sondy přistály na rozhraní Mare Cognitum a Mare Insularum: Surveyor 3, Apollo 12 (poblíž sebe) a Apollo 14 (u severního okraje kráteru Fra Mauro).

## Mare Cognitum v kultuře
- Podle měsíčního moře se pojmenovala americká kapela Mare Cognitum hrající atmosférický black metal.[3]